# 凯文·威利斯
凯文·威利斯（英語：Kevin Willis，1962年9月6日—）是美国NBA联盟职业篮球运动员。